# Banco Bradesco
Banco Bradesco è una banca brasiliana fondata nel 1943 a Marília, nello stato di San Paolo, da Amador Aguiar e con sede a Osasco, nello stato di San Paolo, in Brasile. È la seconda banca più grande del Brasile per valore di mercato e la terza per attività. È quotata al Borsa di San Paolo, dove fa parte dell'Índice Bovespa, alla Borsa di New York e alla Borsa di Madrid. 
Bradesco conta 5.314 filiali, 4.834 sportelli di servizio e 38.430 corrispondenti bancari. I clienti Bradesco possono inoltre usufruire dei 34.859 sportelli bancomat e dei 12.975 sportelli bancomat del Banco24Horas. A livello internazionale, Bradesco ha una filiale a New York, due filiali a Grand Cayman e filiali a Londra, Lussemburgo, Hong Kong, Buenos Aires, Tokyo.
Il Banco Bradesco è in continua espansione. Di recente ha acquisito il Banco do Estado do Maranhão, il Banco Mercantil de São Paulo, il Banco Ibi SA e le attività brasiliane del Banco Bilbao Vizcaya Argentaria (BBVA), JP Morgan Fleming Asset Management, American Express e HSBC Brasil.  Il patrimonio gestito (AUM) è nel 2023 di 407,7 miliardi di dollari.

## Storia

### Anni '40

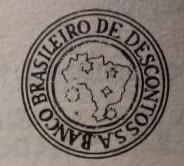
Vecchio logo con la mappa del Brasile sormontata dalle stelle della Croce del Sud

La sua strategia iniziale era quella di attirare piccoli commercianti, funzionari pubblici, persone con risorse limitate, a differenza delle banche dell'epoca, che attiravano solo l'attenzione dei grandi proprietari terrieri. È stata una delle prime banche a incoraggiare l'uso degli assegni per i propri correntisti, i quali erano tenuti a compilare moduli nelle proprie agenzie. Le agenzie ricevono quindi il pagamento delle bollette elettriche, il che è stato un vero progresso per il Paese. Un anno dopo, si rese conto dell'espansione del caffè nel nord del Paraná e creò un'azienda colonizzatrice. Si espanse nella regione e già all'inizio degli anni '50 l'ex Banco de Cultivos (ora Banco Real del Grupo Santander) era la più grande banca del Brasile in termini di depositi a tempo determinato.

### Lo sviluppo (1950-1990)
Nel 1951, otto anni dopo la sua fondazione, Bradesco divenne la più grande banca privata del Brasile. All'inizio del decennio era già considerata la più grande banca brasiliana nel concetto di depositi a vista, posizione precedentemente detenuta dal Banco Lavorora.
Nel marzo 1953 aprì la Cidade de Deus che, 4 anni dopo, divenne la sede della banca. Il complesso continuò a svilupparsi e in seguito iniziò ad ospitare residenze, strutture ricreative, ospedali e scuole per più di 9.000 dipendenti e le loro famiglie, oltre agli uffici. Nel 1959, con l'inaugurazione dell'Edificio Azul, divenne considerato il quartier generale della banca, poiché ospitava il consiglio di amministrazione.
Durante questo decennio la banca decise anche di costruire la sua nuova sede a Osasco. La costruzione della sede iniziò nel 1953 e ci vollero sei anni per completarla. La sua crescita costante negli anni '60 fu costruita sulla base di uno schema misto di conservatorism , reinvestimento dei profitti e anche acquisizioni, quando furono incorporate non meno di altre 17 piccole banche. Nel 1956, Aguiar creò la Fundação Bradesco per promuovere l'inclusione e lo sviluppo sociale attraverso l'istruzione.
Nel 1957 acquisì il Banco Nacional Imobiliário (BNI), dal banchiere Orozimbo Roxo Loureiro, che aveva problemi di liquidità. A seguito di questa acquisizione, Bradesco riaprì le 46 filiali bancarie precedentemente di proprietà di BNI a San Paolo. Nello stesso periodo, Amador Aguiar rafforza internamente la cultura della banca, implementando un servizio più stretto tra il gestore e il cliente. I manager iniziarono a posizionare i loro tavoli davanti alle porte delle filiali e il management iniziò a lavorare insieme, attorno a un unico tavolo, dividendosi e condividendo le informazioni. Solo con l'avvento dei computer furono allestiti tavoli individuali.

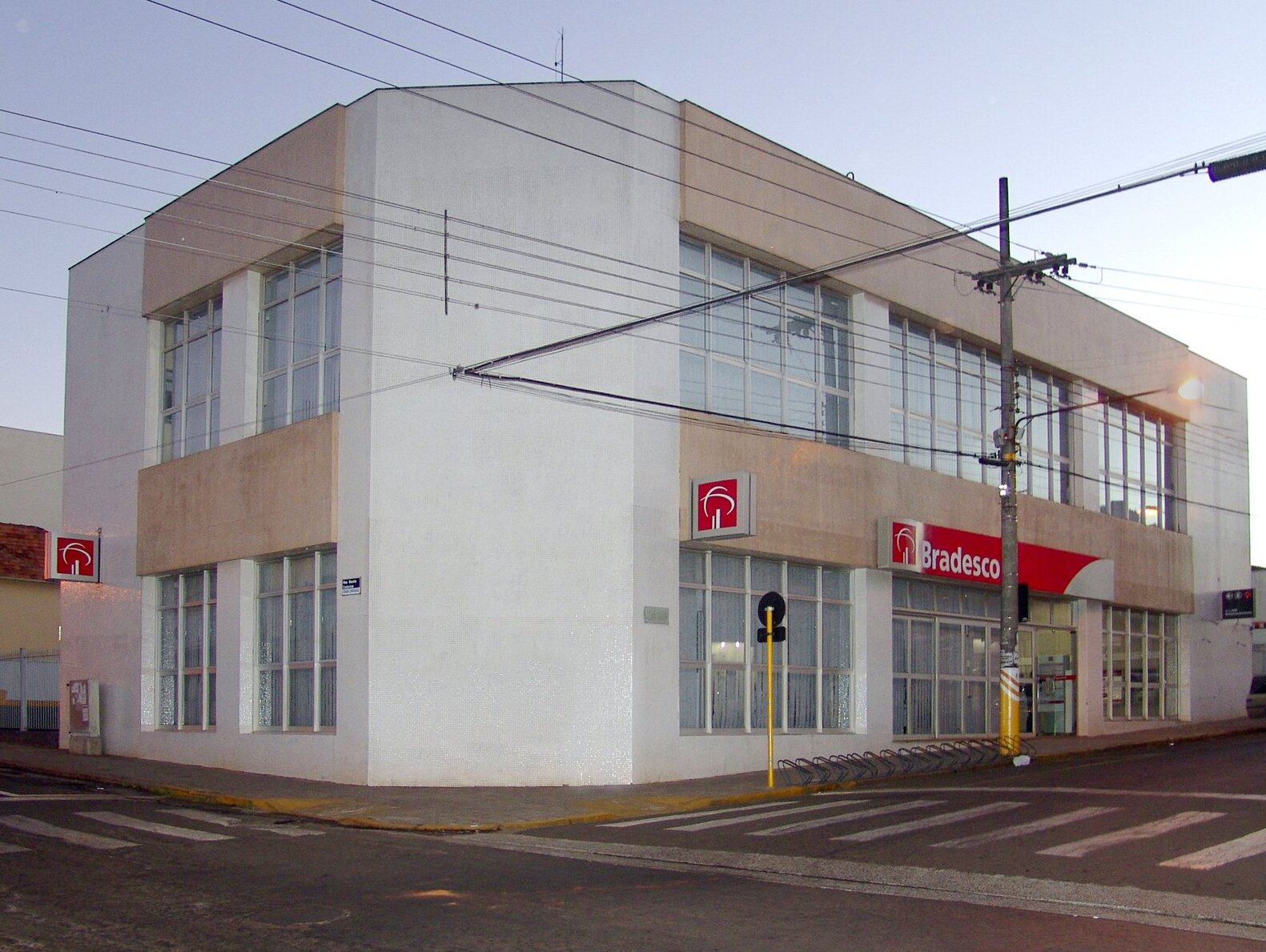
Agenzia Bradesco ad Avaré-SP, località turistica nello Stato di San Paolo

Nel 1962, Bradesco divenne la prima azienda latinoamericana a includere l'automazione informatica come parte delle sue operazioni quotidiane e, entro la fine del decennio, tutte le filiali furono interconnesse tramite Telex. Nel 1967 acquistò il Banco Porto-Alegrense, che era praticamente diventato una banca di famiglia,  aveva la sede centrale e due filiali. L'anno successivo, nel maggio 1968, Bradesco acquistò la INCO-Banco Indústria e Comércio de Santa Catarina, con 108 filiali, compresa la sede. Nello stesso anno ha lanciato la prima carta di credito del paese.
Gli anni ’70 furono segnati dagli investimenti in tecnologia e dai conseguenti pionieri nella modernizzazione del sistema bancario. Nel 1972 venne creata la Gráfica Bradesco SA, anche se la banca aveva già sviluppato l'attività grafica internamente nel suo laboratorio tipografico dal 1948.
Un anno dopo rilevò il Banco da Bahia, aggiungendo 200 filiali alla sua rete. A seguito del processo di espansione, nel 1978, ha aperto la sua millesima sede fisica a Chuí, sulla punta meridionale del Brasile.
Sempre negli anni '70 Bradesco innova e rende disponibile per i suoi clienti aziendali l'addebito automatico delle bollette di elettricità, acqua e telefono. Alla fine dello stesso decennio, nel 1979, introdusse nel mondo delle operazioni bancarie anche i lettori di codici di controllo (detti "CMC-7"), essendo la prima al mondo a sviluppare tali dispositivi, dopo il rifiuto delle principali società straniere di sviluppare un prodotto per il mercato locale. Un altro passo importante fu l'assemblaggio della struttura di microfilmatura dei documenti, nel 1968, come assegni, in seguito all'acquisto del sistema denominato Computer Output Microfilm (COM), sviluppato negli Stati Uniti. Negli anni '70 creò SOS Bradesco, uno sportello self-service che effettuava prelievi e consultazioni senza bisogno di entrare in filiale, una delle prime versioni di quello che oggi conosciamo come Bradesco Dia & Noite.

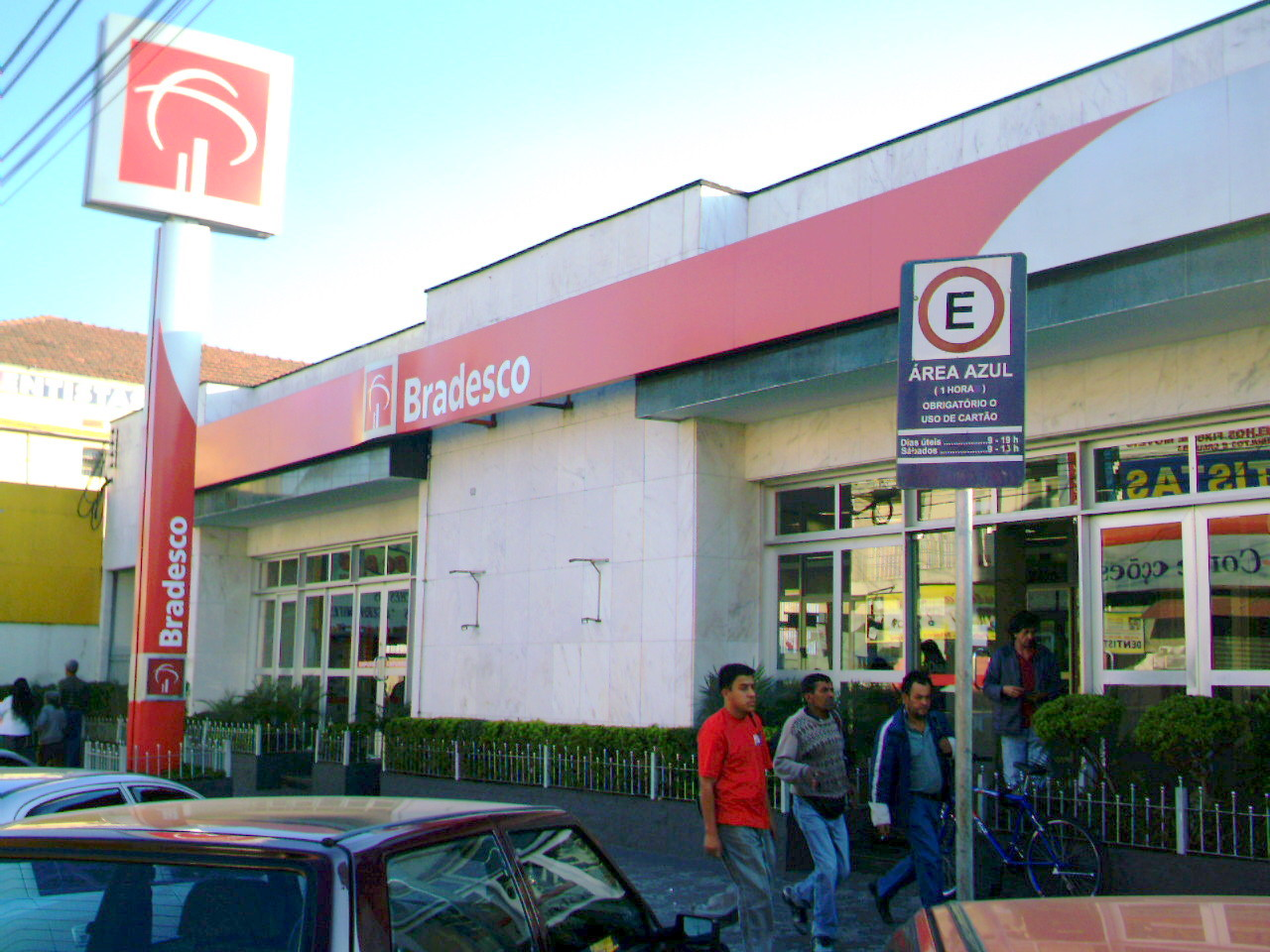
Agnzia Bradesco a Poá-SP

Nel 1979, in collaborazione con altre società, Bradesco fondò la società Laboratório Digital SA (Digilab), con uno dei suoi obiettivi principali era la produzione di stampanti per computer. Attraverso questa impresa, la banca ha contribuito alla promozione dell'industria dell'elettronica digitale del paese. Nel 1981, presso la filiale di Praça Panamericana, a San Paolo, fu installato il primo terminale operativo elettronico che utilizzava carte magnetiche per effettuare operazioni bancarie come prelievi, depositi e richieste di saldo. L'anno successivo furono aperte le prime rappresentanze internazionali dell'Organizzazione: agenzie a New York, negli Stati Uniti, e Grand Cayman, nei Caraibi, oltre all'ufficio di rappresentanza a Londra, in Inghilterra.
Successivamente, nel 1983, venne installato il primo terminale per quella che all'epoca si chiamava ancora “televendita”, pensato per essere installato nei negozi, distributori di benzina, grandi magazzini e supermercati. Il terminale addebitava l'importo dell'acquisto sul conto del cliente e contemporaneamente lo accreditava sul conto dell'esercizio. Nel 1986, Bradesco ha lanciato Bradesco Instantâneo Dia e Noite, la prima banca automatica della rete, situata nell'aeroporto di Congonhas. Nel 1983, la banca acquistò una delle più grandi compagnie di assicurazione del Brasile, il Grupo Atlântica Boavista, e, unendo le sue attività, creò Bradesco Seguros.
Nel 1990, Aguiar lasciò la carica di presidente della banca e l'anno successivo morì a San Paolo.

### Anni 2000: Borsa, acquisizioni e partnership
In continuità con la strategia di conquista di quote di mercato in nicchie specifiche, gli anni 2000 sono stati caratterizzati da grandi investimenti da parte della banca in acquisizioni e partnership. In 17 anni, le sue principali acquisizioni hanno totalizzato più di 1,3 trilioni di R$ in asset. Nell'ottobre 2000, utilizzando il cosiddetto avviamento e la struttura societaria di BCN, furono incorporate le 73 filiali bancarie del  Banco Boavista e, nel 2002, fu acquisito il Banco do Estado do Amazonas per 182,9 milioni di R$. Lanciò poi Bradesco Mobile Banking, e quindi rese possibili alcune operazioni bancarie tramite cellulare. Nel 2002 le sue azioni debuttarono sulla Borsa di New York (NYSE) e sulla Borsa di Madrid (LATIBEX). Pertanto, le sue azioni iniziarono ad essere scambiate in 3 valute: real, euro e dollaro.

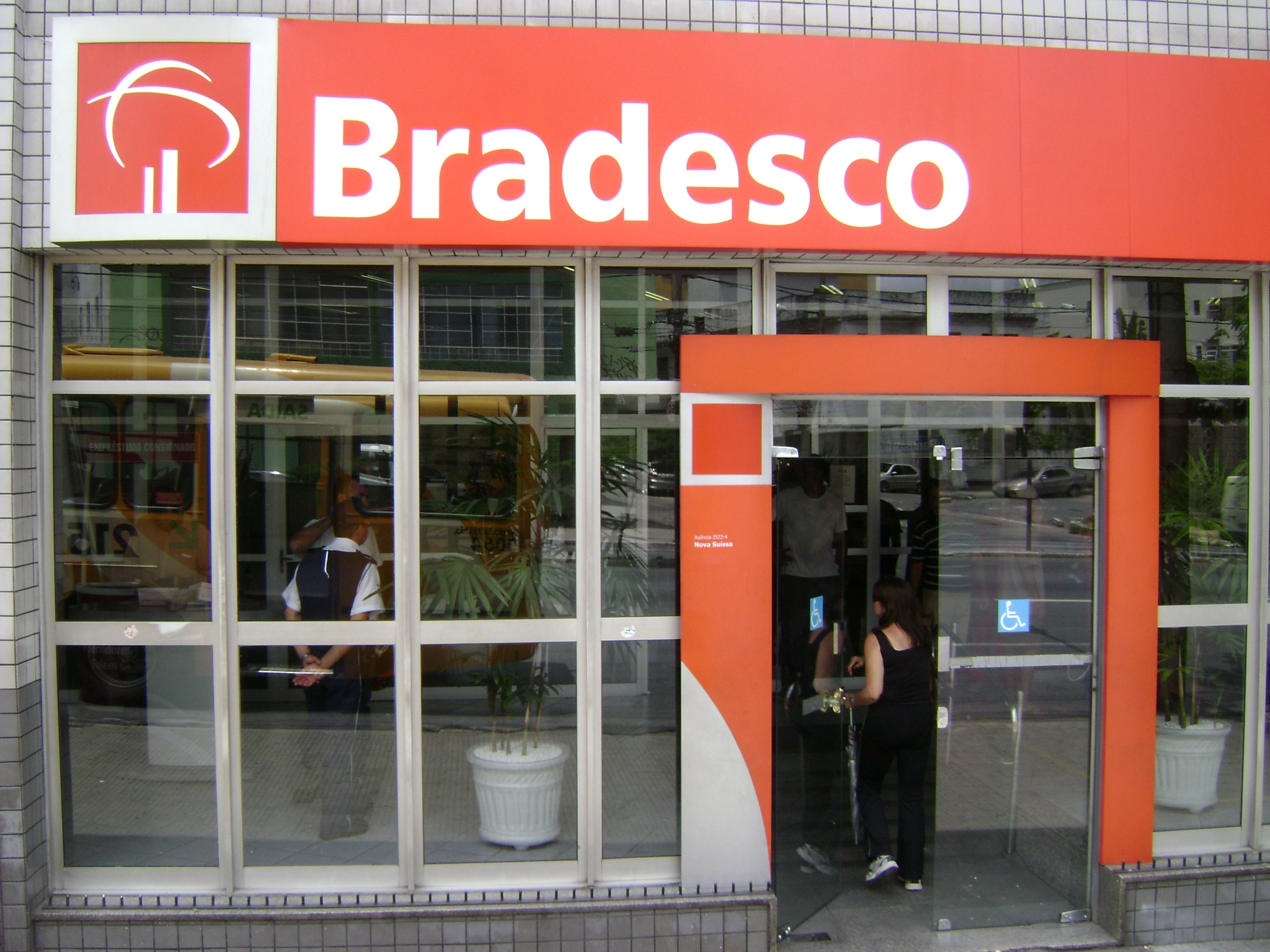
Agenzia di Belo Horizonte

Nel 2002, Bradesco riacquistò il 75% di Scopus appartenente al suo braccio non finanziario Bradespar, tornando al controllo al 100% della società tecnologica. In marzo, dopo lunghe trattative, acquisì Finasa, marchio del Banco Mercantil de São Paulo, fondato nel 1938, per 1,36 miliardi di R$. Da quel momento in poi, le società controllate iniziarono ad essere gestite da Finasa in Brasile e all’estero come Finasa Seguradora e Finasa Crédito, Financiamento e Investimento. Sempre nel 2002 furono acquisiti gli asset di Deutsche Bank Investimentos, che trasferì la gestione di 2,16 miliardi di R$ in fondi di investimento a Bradesco Asset Management (BRAM). Con l'acquisto, BRAM cominciò a gestire un volume di oltre 51 miliardi di R $ e, successivamente, anche il portafoglio di credito al consumo diretto di Ford Credit. Grazie ad un accordo firmato tra i due istituti, il Banco BCN diventò il controllore della Ford Leasing SA e le nuove operazioni iniziarono ad essere svolte da un'altra società appartenente a Organizações Bradesco, Continental Banco.
Nel gennaio 2002 Bradesco rilevò le attività di BBVA in Brasile, appartenenti alla spagnola Banco Bilbao Vizcaya Argentaria, per 2,6 miliardi di real (630 milioni di dollari in contanti più il trasferimento di una quota del 4,5% del capitale della società Bradesco). Alla fine della prima metà del 2003 acquisì le attività di gestione delle risorse del gruppo nordamericano JP Morgan, comportando il trasferimento di risorse gestite nell'ordine di R$7 miliardi. All'inizio di novembre 2003 Bradesco, tramite Banco Finasa SA, acquistò l'intero capitale sociale del Gruppo Zogbi, per un importo di R$ 650 milioni. Zogbi operava nelle attività di finanziamento, mantenendo una forte presenza nei settori del credito diretto al consumo, personale, carte e veicoli. L'acquisizione rappresentò per Bradesco un importante passo strategico in un settore dal grande potenziale di crescita. All'epoca furono aggiunti al gruppo: un totale attivo di R$833 milioni; operazioni di credito per R$520 milioni; patrimonio netto di R $ 335 milioni; circa 1,5 milioni di clienti attivi e 4 milioni di clienti registrati; oltre 1,2 milioni di carte di credito; 67 negozi di credito al consumo e più di 11 mila esercizi affiliati in grado di gestire prodotti di credito al consumo diretto e carte. Nel terzo trimestre del 2004 Bradesco decise di unire i marchi Finasa e Zogbi sotto l'insegna Finasa, con l'abbandono del marchio Zogbi, ed anche di BCN. Con l'integrazione tra Zogbi e Finasa, la società finanziaria di Bradesco contava 121 filiali, sparse tra San Paolo, Rio de Janeiro, Minas Gerais e Paraná; e 28,7 mila punti vendita nel commercio al dettaglio di automobili e altre forme di commercio.
Nel 2004, riprendendo la linea di acquisizione delle banche statali, Bradesco comprò dall'Unione Federale per un valore di R$78 milioni la partecipazione di controllo  (89,95%) nel Banco do Estado do Maranhão SA - BEM, e delle sue controllate BEM Distribuidora de Títulos e Valores Mobiliários Ltda., BEM Vigilância e Transportes de Valores SA e BEM Serviços Gerais Ltda.
Nel 2006, introdusse la biometria agli sportelli bancomat. La tecnologia utilizzata è Palm Secure, che sostituisce l'uso di una password catturando un'immagine del disegno vascolare del palmo della mano.
Nel 2009, Luiz Carlos Trabuco Cappi venne nominato presidente della banca. Alla fine dello stesso anno, Bradesco aprì un ramo fluviale a bordo di una barca - la Voyager III - che viaggiava lungo il fiume Solimões, in Amazzonia. L'agenzia galleggiante serve 50 comunità e 11 comuni, con una popolazione di 250mila persone. L'iniziativa finì sulla copertina del quotidiano americano Wall Street Journal, nel marzo 2010. Sempre quell'anno fu indicata come il marchio di maggior valore in Brasile da Brand Analytics. Nella classifica stilata dal Financial Times e da altre aziende, Bradesco è apparso come il 98esimo marchio di maggior valore al mondo, con un valore stimato di 6,57 miliardi di dollari, diventando la prima azienda brasiliana a essere inclusa nella classifica dei cento marchi mondiali di maggior valore.